# Peter W. Schulze
Peter Wolfgang Schulze (* 11. Dezember 1942 in Gehren; † 17. April 2020) war ein deutscher Politikwissenschaftler.

## Leben
Nach seinem Abitur 1963 an der Albert-Schweitzer-Schule in Hofgeismar absolvierte Peter W. Schulze bei der Luftwaffe seinen Wehrdienst. 1965 begann er, an der FU Berlin zu studieren. Nach Auslandsaufenthalten an der London School of Economics und an der Stanford University machte er 1969 seinen Diplomabschluss und erhielt 1970 eine Stelle als Wissenschaftlicher Mitarbeiter. 1974 wurde er an der FU summa cum laude zum Dr. phil. promoviert. 1984 habilitierte er sich dort zur Arbeiterbewegung im New Deal (Organized labour movement in Roosevelt’s New Deal: the case of the US Autoworkers 1939-1941).
Ab 1981 war Peter Schulze für die Friedrich-Ebert-Stiftung tätig, zunächst in Bonn, danach in Berkeley, London und schließlich von 1992 bis 2003 in Moskau. 2001 erhielt er eine Honorarprofessur der Nordkaukasischen Akademie für den Staatsdienst in Rostow am Don; ab 2014 hatte Schulze einen Lehrauftrag an der Georg-August-Universität Göttingen.
Gemeinsam mit Wladimir Jakunin gründete Schulze die Denkfabrik Dialogue of Civilizations Research Institute.
Schulze starb am 17. April 2020 nach schwerer Krankheit.

## Positionen
2003 attestierte Schulze der russischen Politik „unter der Präsidentschaft Putin erstmals gewonnene politische Berechenbarkeit und internationale Kooperationsfähigkeit“. 2014 begründete er die Annexion der Krim durch Russland mit einer „Schutzverpflichtung“ Moskaus.
„Die insbesondere von einigen mitteleuropäischen und baltischen Staaten beschworene Kriegsgefahr dient eher innenpolitischen Zwecken und sucht außenpolitisch die EU für eine stärker auf Konfrontation mit Russland ausgerichtete Politik zu instrumentalisieren. Im Hintergrund agieren die USA.“

## Publikationen
- als Hrsg.: Übergangsgesellschaft: Herrschaftsform und Praxis am Beispiel der Sowjetunion. Fischer, Frankfurt 1974.
- Herrschaft und Klassen in der Sowjetgesellschaft. Die historischen Bedingungen des Stalinismus. Campus, Frankfurt 1978.